# Michal Čagánek
Michal Čagánek (* 15. srpna 1978 Nezdenice) je český básník a prozaik, autor aforismů, povídek, novel, románů, písní a pohádek.

## Stručný životopis
Po absolvování střední průmyslové školy stavební ve Zlíně zahájil studium na pedagogické fakultě Masarykovy univerzity v Brně, odkud po roce odešel pro nedostatek motivace. Po absolvování náhradní vojenské služby nastoupil k Policii České republiky, poté několik let pracoval v knihkupectví a učil v mateřské škole. V současné době se věnuje vlastní tvorbě. Je organizátorem pravidelných literárně-hudebních pořadů a tvůrčího semináře názvem Pramen inspirace. Pravidelně publikuje v časopise Malovaný kraj a v Deníku Slovácko. Jeho básně se objevily na stránkách Mladé fronty DNES, Salonu Práva nebo Dílně Hostu a opakovaně zněly na vlnách Českého rozhlasu Praha v pořadu věnovanému mladým básníkům Zelené peří. Střídavě žije v Praze a v Nezdenicích na Moravském Slovácku.
| Rok  | Soutěž                             | Žánr               | Umístění |                |
| ---- | ---------------------------------- | ------------------ | -------- | -------------- |
| 2002 | Literární Šumava                   | próza (do 25 let)  | 3. místo |                |
| 2003 | Hlavnice A. C. Nora                | próza              | 2. místo | Piktogramy     |
| 2003 | Literární Šumava                   | próza (nad 25 let) | 3. místo |                |
| 2004 | Hlavnice A. C. Nora                | próza              | 3. místo | Geniální nápad |
| 2005 | Hlavnice A. C. Nora                | próza              | 1. místo | Sázka o Evu    |
| 2006 | Literární soutěž Pozitivních novin | próza              | 1. místo |                |

## Bibliografie a audionahrávky

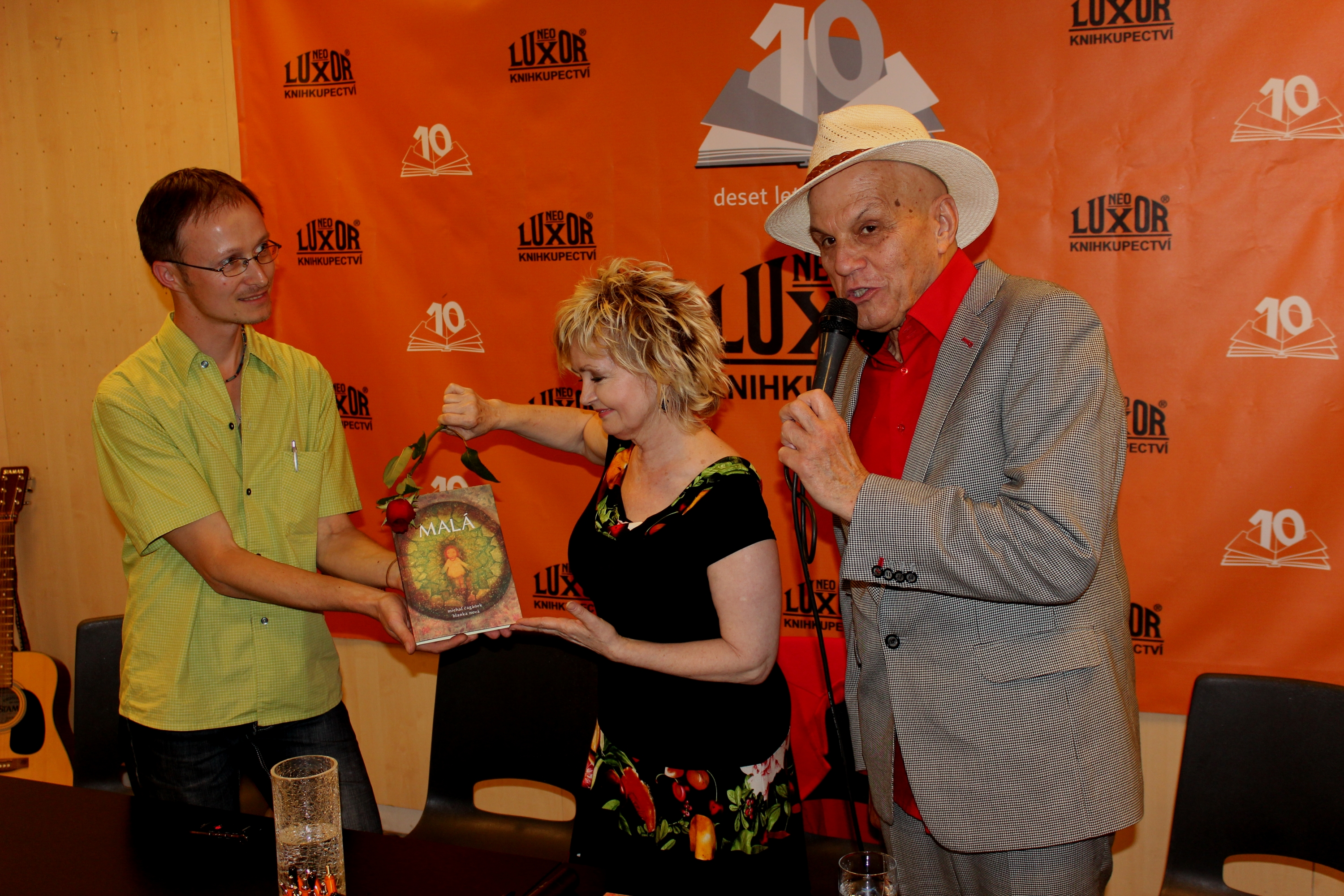
Křest knihy Malá, jenž proběhl 20. května 2013 v knihkupectví Neoluxor na Václavském náměstí v Praze. Kmotry publikace se stali herci Eva Hrušková a Jan Přeučil